# Émile Augier

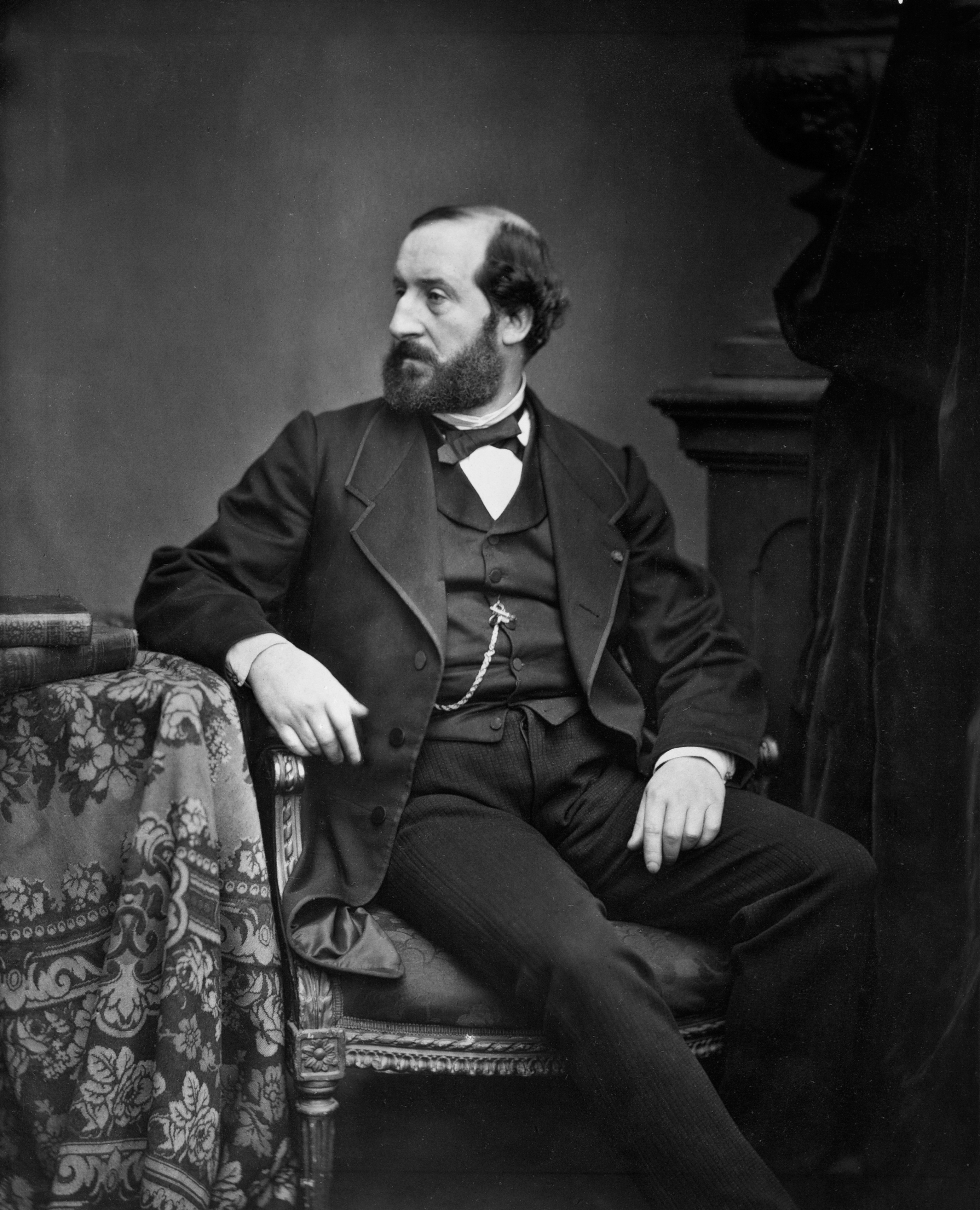
Antoine Samuel Adam-Salomon: Émile Augier, cca 1870

Émile Augier (17. září 1820 Valence – 25. října 1889 Croissy-sur-Seine) byl francouzský básník a dramatik.

## Život
Augier byl vnukem spisovatele Pigaulta-Lebruna. Studoval na Lyceu Jindřicha IV., kde byl spolužákem knížete d'Aumale a pak pokračoval na právnické fakultě.
Roku 1844 bylo jeho první drama La Cigüe, odmítnuté Comédie-Française, s úspěchem uvedeno v Divadle Odéon. Tímto debutem začala jeho úspěšná kariéra divadelního dramatika. Roku 1857 byl přijat do Francouzské akademie.

## Dílo
- La Cigüe, 1844
- Un homme de bien, 1845
- L'Aventurière, 1848
- L'Habit vert, 1849
- Le joueur de flute, 1850
- Gabrielle, 1851
- Diane, 1852
- La pierre de touche, 1853
- Philiberte, 1853
- Le Gendre de Monsieur Poirier, 1854
- Le Mariage d'Olympe, 1855
- Diane. La Jeunesse. Les Lionnes pauvres, 1858
- Un beau mariage, 1859
- Les Effrontés, 1861
- Le Fils de Giboyer, 1862
- La Question électorale, 1864
- Maître Guérin, 1864
- La Contagion, 1866
- Paul Forestier, 1868
- Le Post-scriptum, 1869
- Lions et renards, 1870
- Jean de Thommeray, 1874
- Madame Caverlet, 1876
- Poésies, 1876
- Les Fourchambault, 1878

### Digitalizované dílo
- AUGIER, Émile. Škaredá sestra : veselohra ve třech jednáních. Překlad František Ladislav Rieger. Praha: Pospíšil, 1859. Dostupné online.

## Cena Émile Augiera
Francouzská akademie uděluje každý druhý rok Cenu Émile Augiera (francouzsky Prix Émile Augier) pro autora nejlepšího dramatického díla.